# Guillermo de León Ruíz
Guillermo de León Ruíz (Coatepeque, Quetzaltenango, 10 de febrero de 1946-Ciudad de Guatemala, Guatemala, 7 de octubre de 2023) fue un compositor, productor, maestro y arreglista guatemalteco. Fue conocido por componer melodías para marimba en Guatemala, entre ellas "Bailando con la llorona", "En Cuilco me Enamoré" y "Las Chancletas de Nayo Capero" entre otras.

## Biografía
Guillermo nació el 10 de febrero de 1946 en el municipio de Coatepeque del departamento de Quetzaltenango en Guatemala. En su infancia, su padre lo introdujo en la música en la marimba, marcando el inicio de su carrera.
Con solo 7 años de edad, inició ejecutando la marimba Reina Coatepequeña.
A sus 16 años, logró su primera composición llamada "Mi Coatepeque", de allí se convierte en un pilar fundamental de la música guatemalteca.
De León Ruíz en su trayectoria compuso más de 285 melodías en diferentes géneros musicales tales como cumbias, valses y merengues.
En 1965 se traslada a la capital y en 1983 es galardonado en Coatepeque por la Gardenia de Plata.
En 1998, se convierte en director y propietario de la marimba "Estrella de Guatemala" además, fue miembro de varias agrupaciones marimbisticas como: Maderas de mi Tierra, Alma del Regimiento, Guardia de Honor, Marimba del INGUAT, Ecos Chapines, Teclas Morenas en donde fue director desde 1988 a 1998 y Marimba Chapinlandia que dirigió desde 2014.
En noviembre de 2022, el maestro presentó problemas de salud y se solicitó por medio de una iniciativa la Ley Reconocimiento de Honor Público en Forma Personal y Extraordinaria al artista, que incluía una pensión vitalicia de Q8 mil mensuales, la cual no tuvo avances.
Falleció a sus 77 años debido a quebrantos de salud en el IGSS zona 9 de la ciudad de Guatemala.

## Discografía

### Álbumes de estudio
| Título                                                   | Año  | Grupo musical                                     | Discográfica |
| -------------------------------------------------------- | ---- | ------------------------------------------------- | ------------ |
| Guillermo de León Ruíz y su Estrella de Guatemala Vol. 1 | 1998 | Guillermo de León Ruíz y su Estrella de Guatemala | Difosa       |
| Guillermo de León Ruíz y su Estrella de Guatemala Vol. 2 | 1998 | Guillermo de León Ruíz y su Estrella de Guatemala | Difosa       |
| Guillermo de León Ruíz y su Estrella de Guatemala Vol. 3 | 2000 | Guillermo de León Ruíz y su Estrella de Guatemala | Difosa       |
| Añejas                                                   | 2002 | Guillermo de León Ruíz y su Estrella de Guatemala | Difosa       |
| Homenaje a Wotzbelí Aguilar                              | 2006 | Guillermo de León Ruíz y su Estrella de Guatemala | Difosa       |
| Homenaje a Fidel Funes en su 27 aniversario              | 2007 | Guillermo de León Ruíz y su Estrella de Guatemala | Difosa       |

### Álbumes en vivo
| Título                | Año  | Grupo musical                                     | Discográfica |
| --------------------- | ---- | ------------------------------------------------- | ------------ |
| Paisaje Chapín Vol. 1 | 2016 | Guillermo de León Ruíz y su Estrella de Guatemala | Difosa       |

Fuente: deezer.com

## Distinciones
- Gardenia de Plata[3]
- Orden Antonio José de Irisarri[5]